# EML Wambola
Az EML Wambola (ex. Cuxhaven) az Észt Haditengerészet Lindau osztályú aknavadász-hajója volt. 2000-ig a Német Haditengerészetnél állt szolgálatban. 2000-ben eladták Észtországnak, ahol 2009-ig állt szolgálatban. Az Észt Haditengerészetnél az M311 hadrendi jelzést viselte. A hajó Pärnu város címerét hordozta a várossal között megállapodás alapján.

## Története
A hajót a németországi Brémában, a Burmeister-Werft hajógyárban építették a Lindau osztály kilencedik egységeként. 1959 februárjában bocsátották vízre, majd március 11-én szolgálatba állították a Német Haditengerészetnél (Deutsche Marine) mint aknakereső hajó. A Lindau osztály többi tagjához hasonlóan ezt az egységet is egy német városról, Cuxhavenről nevezték el. Az 1970-es években modernizálták és átépítették aknavadász hajóvá. A Cuxhanevt több mint negyven év szolgálat után, 2000. február 8-án vonták ki a Német Haditengerészet állományából.
A hajót még ugyanabban az évben átadták Észtországnak. Az Észt Haditengerészetnél 2000. október 9-én állították szolgálatba Wambola néven és M311 hadrendi jelzéssel. (A Wambola testvérhajója, az EML Sulev szintén 2000-ben került az Észt Haditengerészethez.)
2000-ben a hajónak Pärnu város címerét adományozták. A várossal között megállapodás alapján a hajó a külföldi kikötőkben Pärnut is képviselte.
A hajót Észtország aknamentesítő feladatokra használta. A Wambola az Aknakereső Hadosztályban üzemelt, részt vett a balti államok közös aknakereső egységének, a BALTRON-nak a munkájában.
A hajót 2009-ben kivonták az Észt Haditengerészet állományából. A leszerelt hajó napjainkban az Észt Tengerészeti Múzeum kiállítóhelyén, az egykori tallinni hidroplánkikötőben (Lennusadam) horgonyoz.